# Nevenspoor

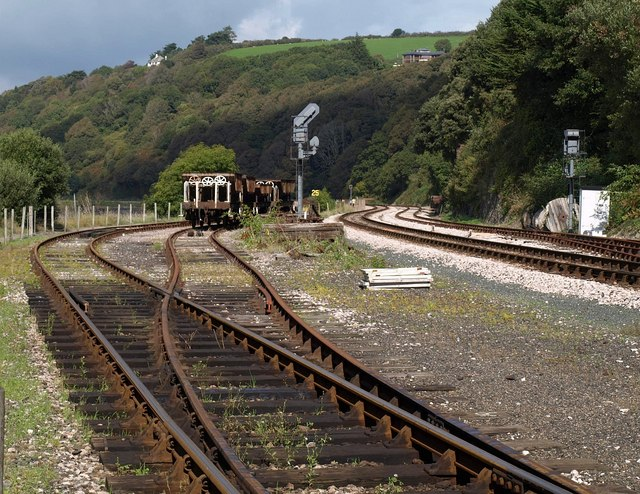
Twee nevensporen (links) naast het hoofdspoor (rechts).

Een nevenspoor is een spoor dat ligt naast een ander spoor. In de regel wordt een nevenspoor niet door treinen in de dienstregeling bereden en betreft het opstelsporen of sporen naar raccordementen.